# Емблема Шрі-Ланки
Емблема Шрі-Ланки містить зображення золотого лева (сингальский лев), що йде з піднятою правою передньою лапою, в якій тримає меч (той же самий лев на прапорі Шрі-Ланки) у центрі, і була прийнята у дійсному виді в 1952.

## Історія
До здобуття незалежності Шрі-Ланка (відома тоді як Острів Цейлон) використовувала герб Великої Британії як національну емблему. Коли в 1948 Шрі-Ланка здобула незалежність від британців, виникла потреба у власних символах. Був скликаний особливий комітет. Відповідно до його рекомендації, в 1952 прийнятий новий національний герб: усе залишилося, як і колись, тільки корону замінили на Колесо Дхарми (що відображає в символічній формі, що Шрі-Ланка була частиною Співдружності націй).
Коли в 1972 Шрі-Ланка стала республікою, корона була вилучена й замінена поточною емблемою, однак було вирішено відмовитися від елементів соціалістичної геральдики (качани кукурудзи і зубчате колесо). Два кола символізують день і ніч (близькість Шрі-Ланки до екватору), а посередині буддистська чаша — символ причетності території острова цього вчення.

## Галерея

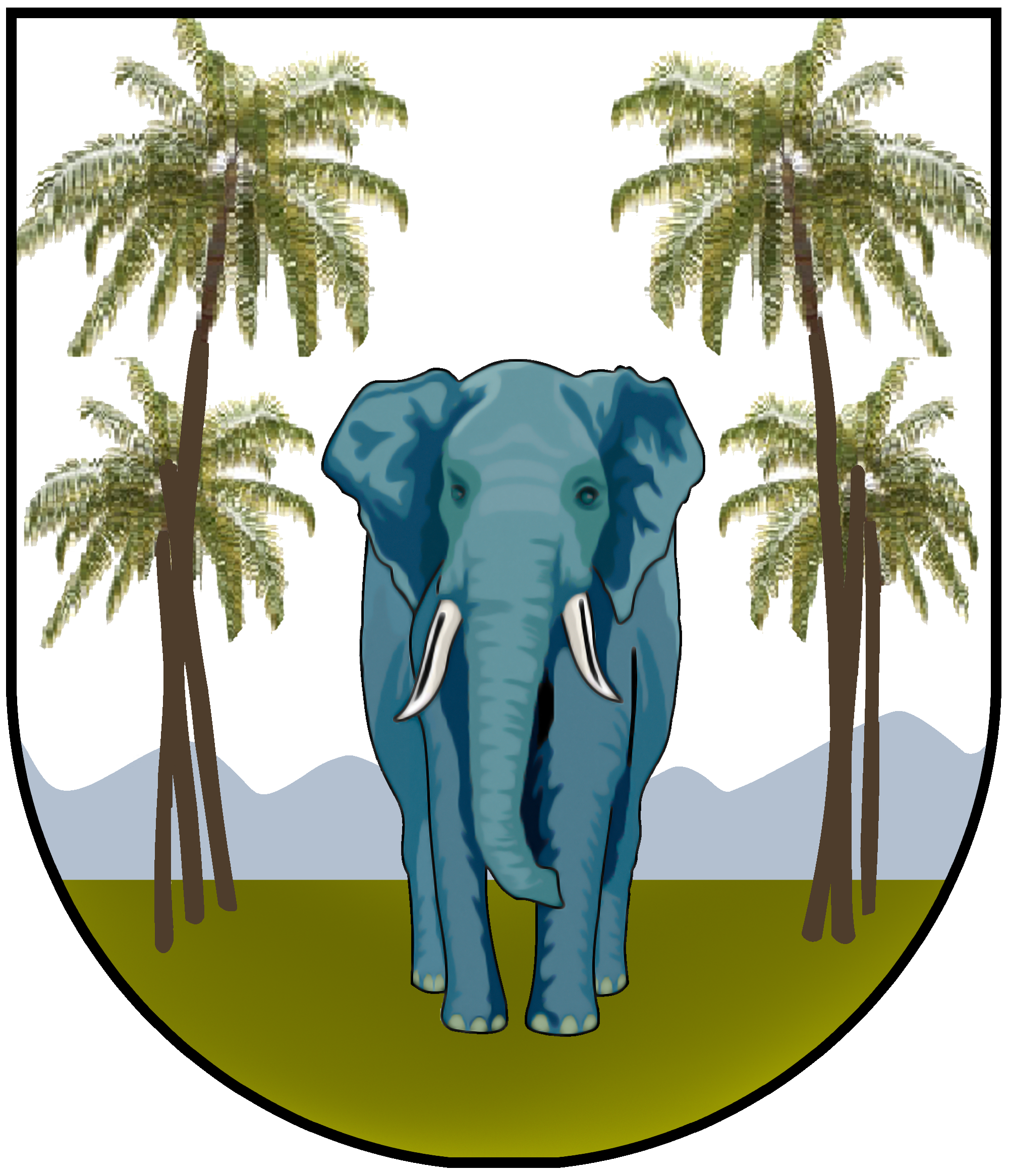
герб часів Португальського правління 1505-1658
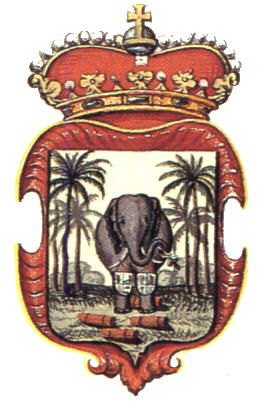
герб часів Голландського правління 1602-1796
герб часів Британського правління, рання версія
герб Цейлону (1952-1972)